# Tasso Bangel
Tasso Bangel (født 1931 i Taquara, Brasilien) er en brasiliansk komponist, dirigent og trompetist.
Bangel studerede komposition, trompet og direktion i Porto Alegre hos Roberto Eggers. Han har skrevet en symfoni, orkesterværker, kammermusik, en opera, to strygerkvartetter, koncerter for mange musikinstrumenter, 16 sekstetter etc.
Bangel komponerer i en klar klassisk melodisk stil, som han blander med den nationale brasilianske folklore. Bangel har modtaget flere priser for sin kompositions virksomhed, såsom Sharp Prize (1998), Azorernes Pris (2013) etc.

## Udvalgte værker
- Symfoni nr. 1 "Farroupilha" - for orkester
- Koncert Symfoni - for orkester
- Koncert - for fløjte og orkester
- 2 strygerkvartetter
- Romance Gaucho - opera
- 16 Sekstetter - kammermusik